# Giordano Bruno Verdesi
Giordano Bruno Verdesi (Roma, 23 dicembre 1906 – Roma, 1982) è stato un imprenditore e dirigente d'azienda italiano, pioniere dell'industria elettronica in Italia nel secondo dopoguerra.

## Biografia
Nato a Roma nel 1906, figlio di un tipografo, fin da giovane seguì con interesse lo sviluppo e la diffusione della radio avvenuta negli anni venti. Nel 1933, l'assemblea dei soci della Radiotelemeccanica Fiamma, cui fondatore e titolare era l'inventore Ermanno Fiamma, lo nominò liquidatore della società, dove presumibilmente Verdesi era dipendente prima di mettersi in proprio e fondare nell'anno medesimo la ditta individuale Industria Radiotecnica Italiana G. Bruno Verdesi, nota anche come IRI. Sempre in quell'anno, assieme al signor Lorenzo Joli, costituì a Roma la Società Italiana Macchine Cifranti Kryha, per svolgere l'esercizio di rappresentanza e di commercio delle macchine per cifrare Kryha.
L'attività dell'IRI consisteva nella produzione di apparecchiature elettrotecniche per uso professionale, quali trasmettitori e ricevitori radiotelevisivi, alimentatori anodici, convertitori di corrente continua in alternata, filtri livellamento di corrente, microfoni Velotron senza voltaggio (su licenza della statunitense Bruno Laboratories di New York), sistemi di antenna trasportabili, scaricatori per aeroplani, survoltori di tensione ed accessori e componenti per radio. Lo sviluppo dell'impresa, prima industria metalmeccanica a sorgere nella capitale, fu rapido e immediato, ed il numero di dipendenti crebbe notevolmente, passando nel volgere di pochi anni dalle decine di unità iniziali a 108.
Negli anni quaranta, Verdesi iniziò a progettare e costruire i primi esemplari di autoradio, ma l'ingresso italiano nella Seconda guerra mondiale impose la conversione della produzione per scopi bellici della sua impresa. Dopo l'occupazione tedesca di Roma avvenuta nel 1943 a seguito dell'Armistizio di Cassibile con cui si ruppe l'alleanza militare italo-tedesca, le attività di IRI subirono una brusca interruzione allorché la fabbrica fu posta sotto sequestro dalle autorità militari germaniche. Nel 1944, nell'IRI fece ingresso Carlo Daroda, con il quale peraltro, Verdesi fondò nello stesso anno anche due società che operavano nei settori del commercio, dei trasporti, delle assicurazioni e dell'abbigliamento. Le attività dell'impresa poterono essere riprese alla fine del conflitto, e Verdesi, prevedendo un forte sviluppo della motorizzazione di massa fece avviare l'attività di progettazione e sviluppo delle autoradio, messe in commercio con il marchio Autovox, che nel 1953 divenne il nome dell'azienda, affermatasi come una delle più importanti nel settore dell'elettronica di consumo nel panorama italiano ed europeo.
Verdesi ricoprì la carica di amministratore delegato di Autovox fino al 1971, quando decise di cedere le sue quote di partecipazione alla multinazionale statunitense Motorola. Inoltre, ricoprì altre cariche in enti e società, tra cui quelle di presidente della Commissione industria della Camera di commercio, industria, artigianato e agricoltura di Roma, di consigliere di amministrazione di Società Autostrade Romane ed Abruzzesi e l'Istituto San Paolo di Torino, di membro della Commissione nazionale per le società e la Borsa e della CCIA nazionale.
Morì a Roma nel 1982.